# 유럽 고속도로 852호선
유럽 고속도로 852호선(E852)은 북마케도니아의 오흐리드에서 알바니아의 티라나 국경지대까지 이어주는 총연장 134km의 거리를 가진 국제 E-road 간선도로망이다. 그러나 이 도로는 본래부터 총 연장이 29km였으나 얼마 못가 134km까지 100km 이상 연장시켰던 것으로 나와 있다.

## 주요 경유지
- 북마케도니아 :  오흐리드 - 스트루가 - / 국경선
  - 알바니아 국경
    - SH3 : 리브라주드 - 엘바산 - 티라나